# Marko Mančić
Marko Mančić (in cirillico: Марко Манчић?; 12 maggio 2001) è un giocatore di football americano serbo, che gioca nel ruolo di safety per i Novi Sad Wild Dogs.